# Blocco barelle
Si definisce blocco barelle (o blocco lettighe) la condizione in cui un pronto soccorso di un ospedale, non avendo più a disposizione posti letto per accogliere le persone trasportate dalle ambulanze di emergenza, inizia ad assistere le persone sulle barelle delle ambulanze come se fossero letti di ospedale.
Questo comporta l'impossibilità al mezzo di tornare operativo, lasciando il territorio privo di un mezzo di soccorso e costringendo l'ambulanza e l'equipaggio ad attendere fuori il pronto soccorso fino alla restituzione del presidio.
Questa condizione per estensione si associa a qualunque episodio in cui un ospedale blocca un presidio indispensabile al mezzo di soccorso per espletare il servizio di emergenza urgenza (tavole spinali, corsetti estricatori, collari cervicali, steccobende, defibrillatori semiautomatici, palloni AMBU).

## Soluzioni
- Unificare il servizio di emergenza urgenza in un unico ente deputato al soccorso nazionale (insieme a vigili del fuoco, protezione civile, soccorso alpino);
- Standardizzare i presidi, tutti di proprietà del sistema sanitario nazionale, in modo da poter essere interscambiabili su qualunque mezzo di soccorso;
- Presidi standard obbligatori in ogni pronto soccorso per sostituire i presidi dell'ambulanza e minimizzare i tempi di rientro in servizio;
- Coordinamento unico nazionale per garantire l'efficienza del servizio di soccorso.